# Camille Chamoun
Camille Nimr Chamoun (arabisk: كميل نمر شمعون, Kamil Sham'ūn) (3. april 1900 - 7. august 1987) var præsident for Libanon 1952-1958, og en af landets førende kristne ledere i det meste af den libanesiske borgerkrig (1975-1990). Grundlægger af det liberiske National liberalt parti.
1. ↑  Navnet er anført på bokmål og stammer fra Wikidata hvor navnet endnu ikke findes på dansk.
2. ↑  Navnet er anført på engelsk og stammer fra Wikidata hvor navnet endnu ikke findes på dansk.
3. ↑  Navnet er anført på engelsk og stammer fra Wikidata hvor navnet endnu ikke findes på dansk.
4. ↑  Navnet er anført på engelsk og stammer fra Wikidata hvor navnet endnu ikke findes på dansk.